# Linzi Stadium
Linzi Stadium (chiń. 临淄区体育场; pinyin Línzī qū Tǐyùchǎng) – wielofunkcyjny stadion w mieście Zibo (w dzielnicy Linzi), w Chinach. Może pomieścić 14 000 widzów. Stadion był jedną z aren turnieju piłkarskiego na Chińskiej Olimpiadzie Narodowej 2009 oraz piłkarskich Mistrzostw Azji U-19 2010.